# 土地与自由 (俄罗斯)
土地与自由（俄语：Земля и воля）1861年至1864年间俄罗斯秘密革命组织，是当时民粹派的核心组织，指导思想为民粹主义、农业社会主义和集体无政府主义。1876年至1879年以民意党的形式重建。
另一个分支是土地平分派。